# Stoprv
Stoprv, vremenski prilog u hrvatskom jeziku. Značenje i istoznačnice su upravo sada, netom, tek.  Vrlo je sličan vremenskom prilogu kom koji je značenja upravo, netom, jedva.
Praslavenskoga je podrijetla, etimologijski povezana s rednim brojem prvi. Javlja se u fonološkim inačicama stopro, stoperv, stopor itd. Analizu hrvatskoga književnoga jezika iz razdoblja prije nametanja književnojezične koncepcije hrvatskih vukovaca ne može se sprovesti ne uzme li se u obzir i riječ stoprv.

## Uporaba u pisanom jeziku
Tijekom stoljeća česta je u djelima hrvatskih pisaca. Manje je česta nego jur u hrvatskih pisaca 19. stoljeća. Ipak, pisci se služe njome, kao što su Mihovil Pavlinović, Antun Pasko Kazali (stopro), Ivan Kukuljević Sakcinski (stoprv), Starčević (stoperv), Dimitrije Demeter (stoperv), Juraj Drašković (stopor), August Šenoa (stoprv), Tituš Brezovački (stoprav), Petar Preradović (stoperv), Antun Nemčić (stoprv), službenim ispravama Hrvatskog sabora (stopram) i ini. 
Osim u Hrvatskoj, rabe ju i hrvatski iseljenički govori poput onih u zapadnoj Ugarskoj 19. stoljeća te i tamošnji hrvatski pisci, poput Š. Ginzlera (stoprv). I u prijašnjim stoljećima je u uporabi, primjerice iz 18. stoljeća V. Petrovića (stoprv), Kanižlića (stoprv). Iz književnosti 17. stoljeća tu je kod Junija Palmotića (stoprva, Sveta Rožalija, 1759.), Benetović u Hvarkinji i ini.
Hrvatsko staro iseljeništvo neprekidno i redovno ga rabi u književnosti i na standardnom jeziku. Kod pisaca koji pišu na narječju zabilježen je kod Petra Tažkoga u Slovačkoj koji stvara na čakavštini.

## Današnja uporaba u govorima
U mnogim se organskim idiomima rabi i danas. I danas je zastupljen u hrvatskim štokavskim, čakavskim i kajkavskim govorima u Hrvatskoj i izvan Hrvatske, u svim dijalektima, u svojim fonološkim inačicama. N.pr. u štokavskim organskim idiomima u Zagori i zapadnoj Hercegovin je stopron, stòpro i stòpron, u starom iseljeništvu u Hrvatskom Cikljinu stòprav, stòprv, stòrp, Korčula stòperva, stòprva,  stòper itd. Vrlo je čest u južnim, odnosno jugoistočnim čakavskim govorima u Vodicama, Trogiru, Kaštelima, Splitu, Selcima na Braču, Dračevici, Pitvama, Lumbardi... Staro iseljeništvo čakavskog narječja rabi ga u Pajnrtu, u Slovačkoj u Novom Selu itd. U kajkavskim govorima je u Zagrebu, Murskom Središću, Goli u Prekodravlju, Sračincu... Rabi ga se u osebujnom Žumberku i Krašiću. Staro iseljeništvo kajkavskog narječja rabi ga u mađarskom Pomurju (gdje je vjerojatno i starinsko stanovništvo), Umoku i Vedešinu.
U hrvatskom standardnom jeziku iz Gradišća, stoprv je u redovnoj uporabi.

## Rječnici
Jakov Mikalja donosi inačice stoprve i stoprvice. Bilježe ju i kasniji leksikografi. V. Mažuranić zabilježio je inačice stoprav, stopram, stopro, stopre, stoprva, stoprvice. Parčić je zabilježio inačice stopram, stopro, stoprv, stoprva, A. Mažuranić stoperv i stopram stavlja u vremenske priloge, a u svom slovopisnom Ljudevit Gaj rabi stopram.

## Usporedba nekad i danas
Vukovačka je koncepcija nažalost istisnula stoprv izvan redovne uporabe, unatoč zastupljenosti u mjesnim govorima i u hrvatskom književnom jeziku 19. stoljeća. Tako ga nema ni u Maretićevoj gramatici iz 1899. ni u Broz-Ivekovićevu rječniku iz 1901. godine. Posljedica je da se zbog zanemarivanja činjenica ili ideološkog potiskivanja prilog stoprv sa svim fonološkim inačicama prestao rabiti u hrvatskom književnom jeziku u 20. stoljeću, uz pokoju iznimku prvih desetljeća kao kod Nazora, Begovića ili Dinka Šimunovića (stopro). Akademijin rječnik spominje da je stopram, stopro, stoprv, stoprva, stoprvice "na sjeveru i zapadu općena riječ za tek, pak za neto, netom". Gleda li se jezičnounitarističnim tumačenjima onog vremena, kad se svjesno potiskivala samosvojnost hrvatskog jezika, pod riječju "na sjever i zapad" radi se o Hrvatima i hrvatskom jeziku. Tumačeći strogo zemljopisno, opis je netočan jer je dotični vremenski prilog vrlo zastupljen u organskim idiomima hrvatskoga juga.